# Rob Edwards (labdarúgó, 1982)
Robert Owen Edwards (Telford, 1982. december 25. –) walesi válogatott labdarúgóhátvéd és labdarúgóedző, jelenleg a Luton Town menedzsere.
Edwards pályafutását az Aston Villa színeiben kezdte, a Premier League-ben. Ezt követően leszerződtette a Wolverhampton Wanderers 2004-ben, ahol négy szezont töltött. A Blackpool és a Norwich csapataival is feljutott az első osztályba és játszott a Barnsley színeiben is, mielőtt 2013-ban sérülések miatt visszavonult. Tizenötszörös válogatott volt karrierje során, 2004-ben debütált.
Edwards a Wolves utánpótláscsapatát edzette, mielőtt egy rövid ideig megbízott menedzser volt az első csapattal. Ezt követően vezette a AFC Telford United csapatát és az angol U16-os válogatottat is. A Forest Green Rovers menedzsereként megnyerte a negyedosztályú bajnoki címet, majd 2022 májusa és szeptembere között a Watford vezetőedzője volt.

## Statisztika

### Játékosként

#### Klubcsapatokban
| Csapat                       | Szezon           | Bajnokság        | Bajnokság | Bajnokság | Kupa | Kupa  | Ligakupa | Ligakupa | Egyéb | Egyéb | Összesen | Összesen |
| Csapat                       | Szezon           | Osztály          | P.        | Gólok     | P.   | Gólok | P.       | Gólok    | P.    | Gólok | P.       | Gólok    |
| ---------------------------- | ---------------- | ---------------- | --------- | --------- | ---- | ----- | -------- | -------- | ----- | ----- | -------- | -------- |
| Aston Villa                  | 2002–2003        | Premier League   | 8         | 0         | 1    | 0     | 0        | 0        | 0     | 0     | 9        | 0        |
| Aston Villa                  | 2003–2004        | Premier League   | 0         | 0         | 0    | 0     | 0        | 0        | —     | —     | 0        | 0        |
| Aston Villa                  | Összesen         | Összesen         | 8         | 0         | 1    | 0     | 0        | 0        | 0     | 0     | 9        | 0        |
| Crystal Palace (kölcsönben)  | 2003–2004        | First Division   | 7         | 1         | 0    | 0     | 0        | 0        | —     | —     | 7        | 1        |
| Derby County (kölcsönben)    | 2003–2004        | First Division   | 11        | 1         | 0    | 0     | 0        | 0        | —     | —     | 11       | 1        |
| Wolverhampton Wanderers      | 2004–2005        | Championship     | 17        | 0         | 0    | 0     | 1        | 0        | —     | —     | 18       | 0        |
| Wolverhampton Wanderers      | 2005–2006        | Championship     | 42        | 0         | 1    | 0     | 2        | 0        | —     | —     | 45       | 0        |
| Wolverhampton Wanderers      | 2006–2007        | Championship     | 33        | 0         | 2    | 0     | 1        | 0        | 0     | 0     | 36       | 0        |
| Wolverhampton Wanderers      | 2007–2008        | Championship     | 8         | 1         | 2    | 0     | 2        | 0        | —     | —     | 12       | 1        |
| Wolverhampton Wanderers      | Összesen         | Összesen         | 100       | 1         | 5    | 0     | 6        | 0        | 0     | 0     | 111      | 1        |
| Blackpool                    | 2008–2009        | Championship     | 36        | 2         | 0    | 0     | 1        | 0        | —     | —     | 37       | 2        |
| Blackpool                    | 2009–2010        | Championship     | 21        | 0         | 1    | 0     | 3        | 0        | 1     | 0     | 26       | 0        |
| Blackpool                    | 2010–2011        | Premier League   | 2         | 0         | 1    | 0     | 1        | 0        | —     | —     | 4        | 0        |
| Blackpool                    | Összesen         | Összesen         | 59        | 2         | 2    | 0     | 5        | 0        | 1     | 0     | 67       | 2        |
| Norwich City (kölcsönben)    | 2010–2011        | Championship     | 3         | 0         | —    | —     | —        | —        | —     | —     | 3        | 0        |
| Barnsley                     | 2011–2012        | Championship     | 17        | 0         | 0    | 0     | 1        | 0        | —     | —     | 18       | 0        |
| Barnsley                     | 2012–2013        | Championship     | 0         | 0         | 0    | 0     | 0        | 0        | —     | —     | 0        | 0        |
| Barnsley                     | Összesen         | Összesen         | 17        | 0         | 0    | 0     | 1        | 0        | —     | —     | 18       | 0        |
| Fleetwood Town (kölcsönben)  | 2012–2013        | League Two       | 4         | 0         | 1    | 0     | —        | —        | —     | —     | 5        | 0        |
| Shrewsbury Town (kölcsönben) | 2012–2013        | League One       | 4         | 0         | —    | —     | —        | —        | —     | —     | 4        | 0        |
| Karrier összesen             | Karrier összesen | Karrier összesen | 213       | 5         | 9    | 0     | 12       | 0        | 1     | 0     | 235      | 5        |

1. ↑  Pályára lépés a másodosztály rájátszásában

#### A válogatottban
| Válogatott | Év        | Pályára lépések | Gólok |
| ---------- | --------- | --------------- | ----- |
| Wales      | 2004–2006 | 15              | 0     |
| Összesen   | Összesen  | 15              | 0     |

### Edzőként
Frissítve: 2023. május 27.
| Csapat                              | -tól                | -ig                  | Eredmények | Eredmények | Eredmények | Eredmények | Eredmények |
| Csapat                              | -tól                | -ig                  | M          | Gy         | D          | V          | Gy%        |
| ----------------------------------- | ------------------- | -------------------- | ---------- | ---------- | ---------- | ---------- | ---------- |
| Wolverhampton Wanderers (megbízott) | 2016. október 25.   | 2016. november 5.    | 2          | 0          | 1          | 1          | 0.00       |
| AFC Telford United                  | 2017. június 30.    | 2018. május 4.       | 49         | 20         | 6          | 23         | 40,82      |
| Anglia U16                          | 2020. szeptember 24 | 2021. június 5.      | 2          | 1          | 0          | 1          | 50,00      |
| Forest Green Rovers                 | 2021. június 5.     | 2022. május 11.      | 53         | 24         | 19         | 10         | 45,28      |
| Watford                             | 2022. május 23.     | 2022. szeptember 26. | 11         | 3          | 5          | 3          | 27,27      |
| Luton Town                          | 2022. november 17.  | napjainkig           | 32         | 16         | 11         | 5          | 50,00      |
| Összesen                            | Összesen            | Összesen             | 146        | 61         | 42         | 43         | 41,78      |

## Sikerek, díjak

### Játékosként
Blackpool
- Angol másodosztály-rájátszás: 2010[14]

### Edzőként
Forest Green Rovers
- EFL League Two: 2021–2022[15]

Luton Town
- Angol másodosztály-rájátszás: 2023[16]

Egyéni
- EFL League Two – A hónap menedzsere: 2021. augusztus,[17] 2021. november,[18] 2022. január[19]
- EFL League Two – A szezon menedzsere: 2021–2022[20]